# Casteljaloux
Casteljaloux is een gemeente in het Franse departement Lot-et-Garonne (regio Nouvelle-Aquitaine). De plaats maakt deel uit van het arrondissement Nérac. Casteljaloux telde op 1 januari 2022 4.639 inwoners.

## Geografie
De plaats is in het noorden, westen en zuiden omgeven door de naaldbossen van de Landes. De Avance stroomt door de gemeente. In het zuidwesten van de gemeente ligt het meer Lac de Clarens.
De oppervlakte van Casteljaloux bedroeg op 1 januari 2022 30,59 vierkante kilometer; de bevolkingsdichtheid was toen 151,7 inwoners per km².

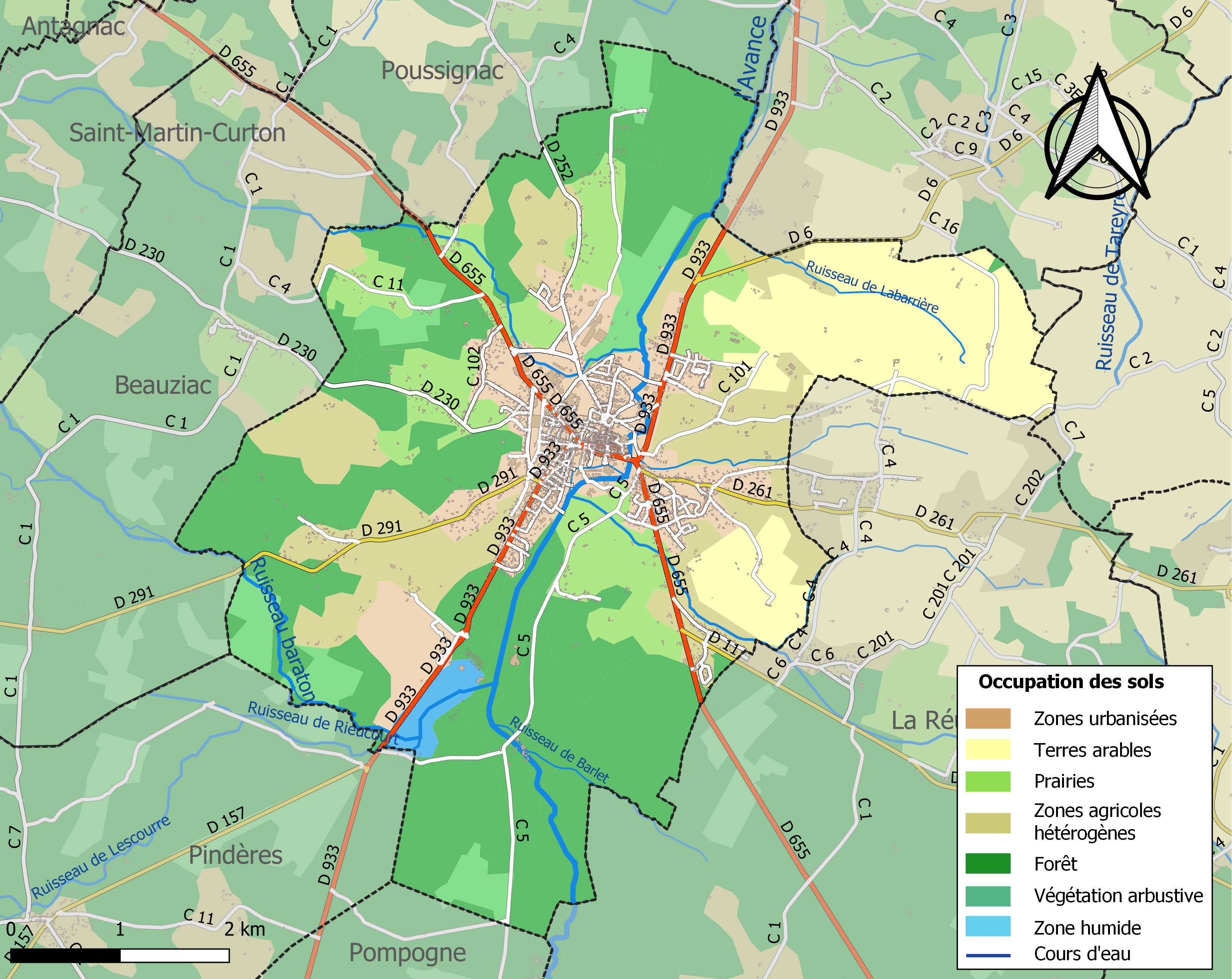
Kaart van de gemeente met de belangrijkste infrastructuur, bodemgebruik en omliggende gemeenten

## Demografie
Onderstaande figuur toont het verloop van het inwonertal (bron: INSEE-tellingen).